# Neuromelanina
La neuromelanina es un pigmento oscuro presente en algunas neuronas.

## Descripción
Aunque su nombre pueda llevarnos a asociarla con la melanina, la neuromelanina es en realidad un pigmento diferente de la melanina: químicamente se produce por oxidación de las catecolaminas dopamina y norepinefrina. Ultraestructuralmente se parece más a la lipofuscina que a la melanina.

## Presencia en el cerebro
Se encuentra en las neuronas que recubren cuatro núcleos del cerebro: la pars compacta de la substantia nigra (en castellano, «substancia negra»), la parte del locus coereleus (o «punto azul»), el núcleo dorsal motor del nervio vago (nervio craneal X) y la parte media del núcleo del puente de Varolio.
Ambos, la sustantia negra y el locus coeruleus, pueden ser fácilmente identificados en el momento de una autopsia debido a su pigmentación oscura; en los humanos este núcleo no se encuentra pigmentado al momento de su nacimiento, el pigmento aparece después de la madurez.
Aunque la función de la neuromelanina en el cerebro sigue siendo desconocida, puede que sea el resultado de las monoamidas contenidas en los neurotransmisores, cuya única fuente se encuentra en las neuronas. La pérdida de color en el núcleo del cerebro es observada en ciertas enfermedades neurodegenerativas.